# Christina Ricci
Christina Ricci (født d. 12. februar 1980 i Santa Monica, Californien) er en amerikansk skuespiller. Hun er det yngste barn ud af fire. Hendes far er advokat og hendes mor er ejendomsmægler.
Christina fik sin filmdebut som 9-årig i filmen Skønne sild og fik sit gennembrud som 16-årig i filmen The Ice Storm. Hun har sagt, at det var den første rolle, som hun virkelig ønskede at få og til sidst fik.[kilde mangler]
”Min drømmerolle ville være at skulle spille en psycho dræber, fordi det er det skønne ved skuespil, at jeg kan være noget jeg aldrig ville kunne være i virkeligheden”.[kilde mangler]

## Udvalgt filmografi
- Familien Addams. (1991)
- Det bli'r i familien Addams (1993)
- Casper the Friendly Ghost. (1995)
- Sleepy Hollow (1999)
- The Man Who Cried (2000)
- Monster som Selby Wall (2003)
- Cursed som Ellie (2005)
- Black Snake Moan som Rae (2007)